# Sillnäsbyn

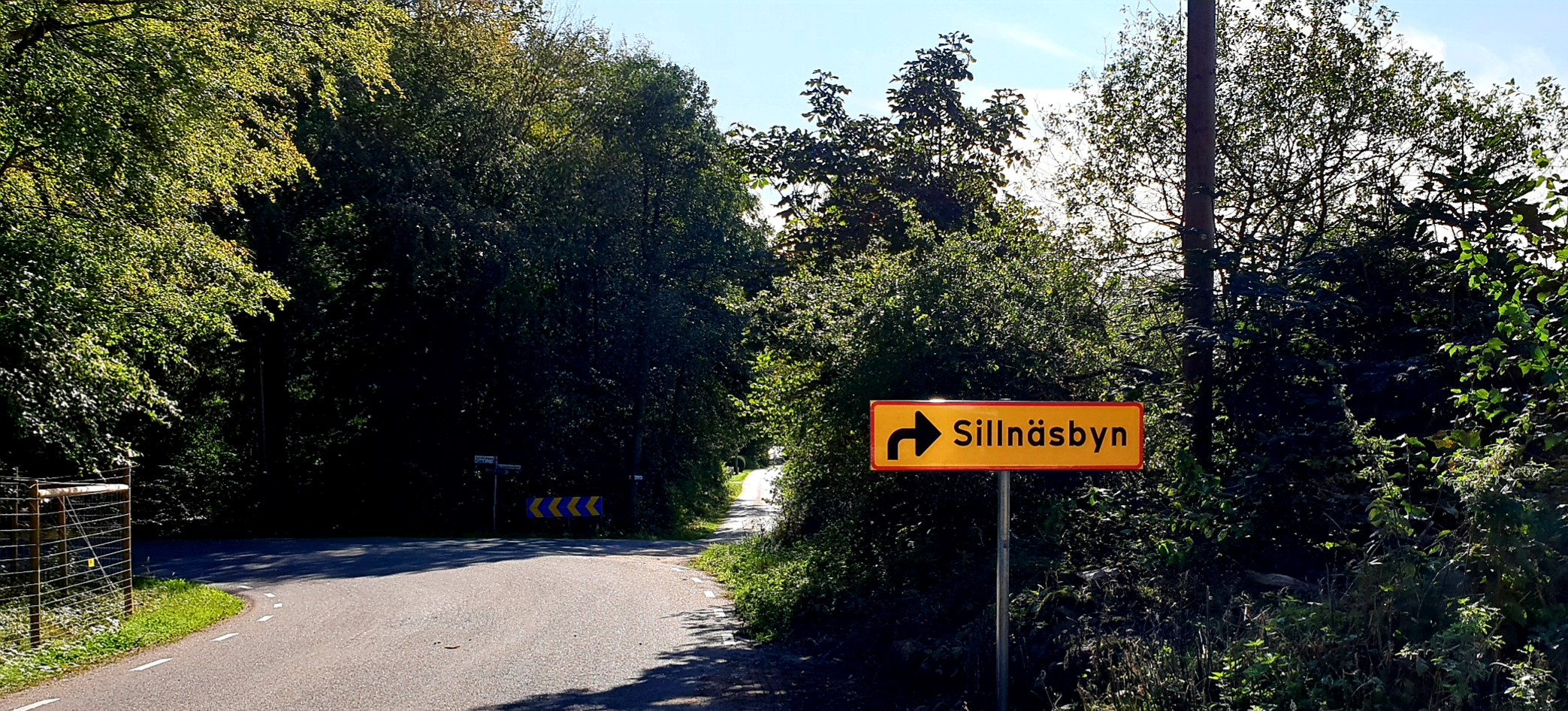

Sillnäsbyn är en fritidsby på södra Listerlandet i Sölvesborgs kommun med 13 familjer som bor året om. Byn ligger i närheten av Istaby och Torsö. Den har successivt vuxit fram sedan 1960-talet och består idag av 60 hus. 
Byn ligger nära Västra Torsöviken med sandstränder i närheten, samt en egen båt- och badbrygga. Genom byn löper Sillnäsvägen, som leder ut till Sillnäs naturreservat. 

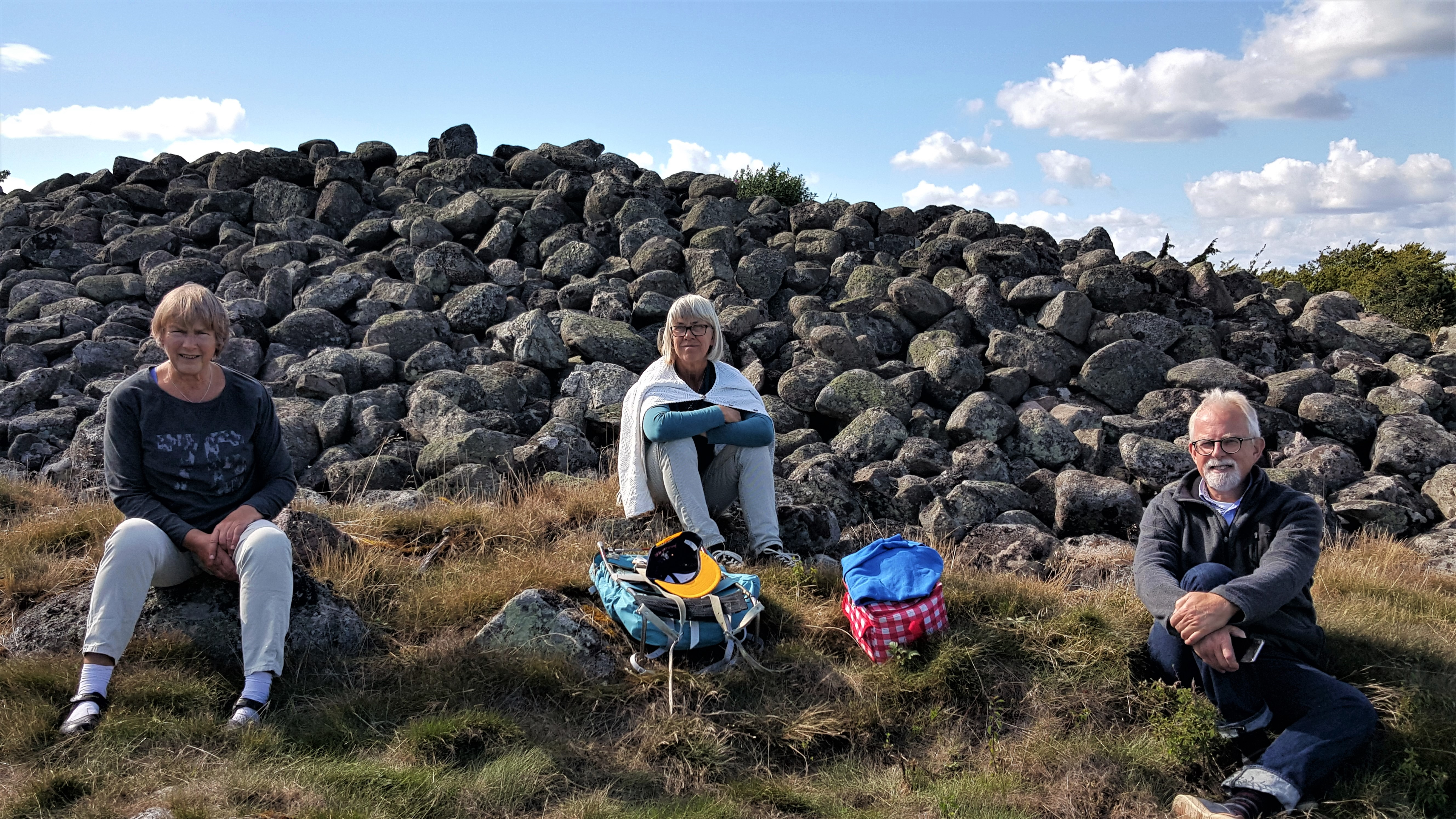

På toppen av Mörbyberget finns en stor bronsåldersgrav med utsikt över Vesan, en sjö, som var resterna av en havsvik och som dikades ut i början på 1900-talet.